# 楊文蔚 (1994年)

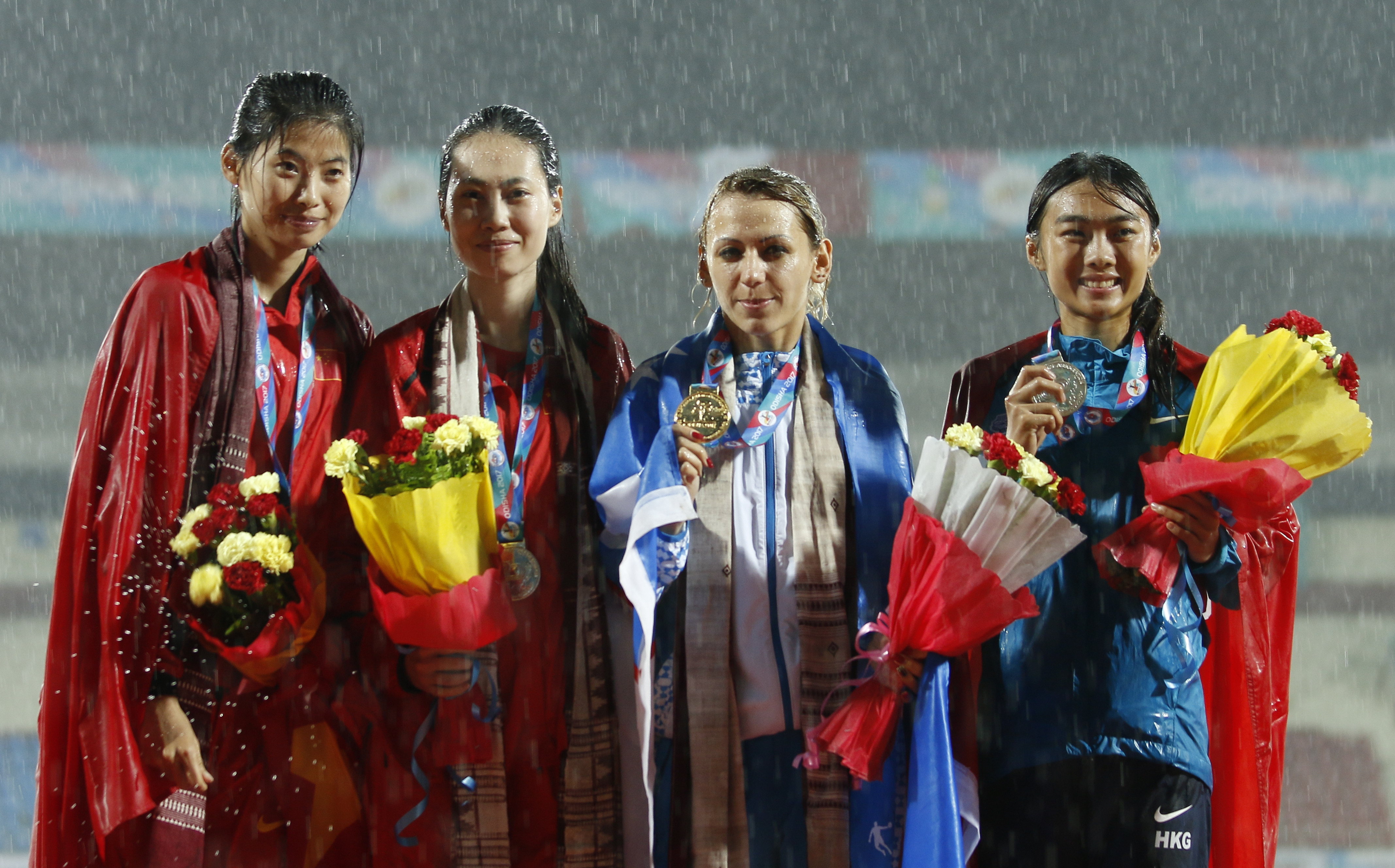
2017年亞洲田徑錦標賽跳高頒獎

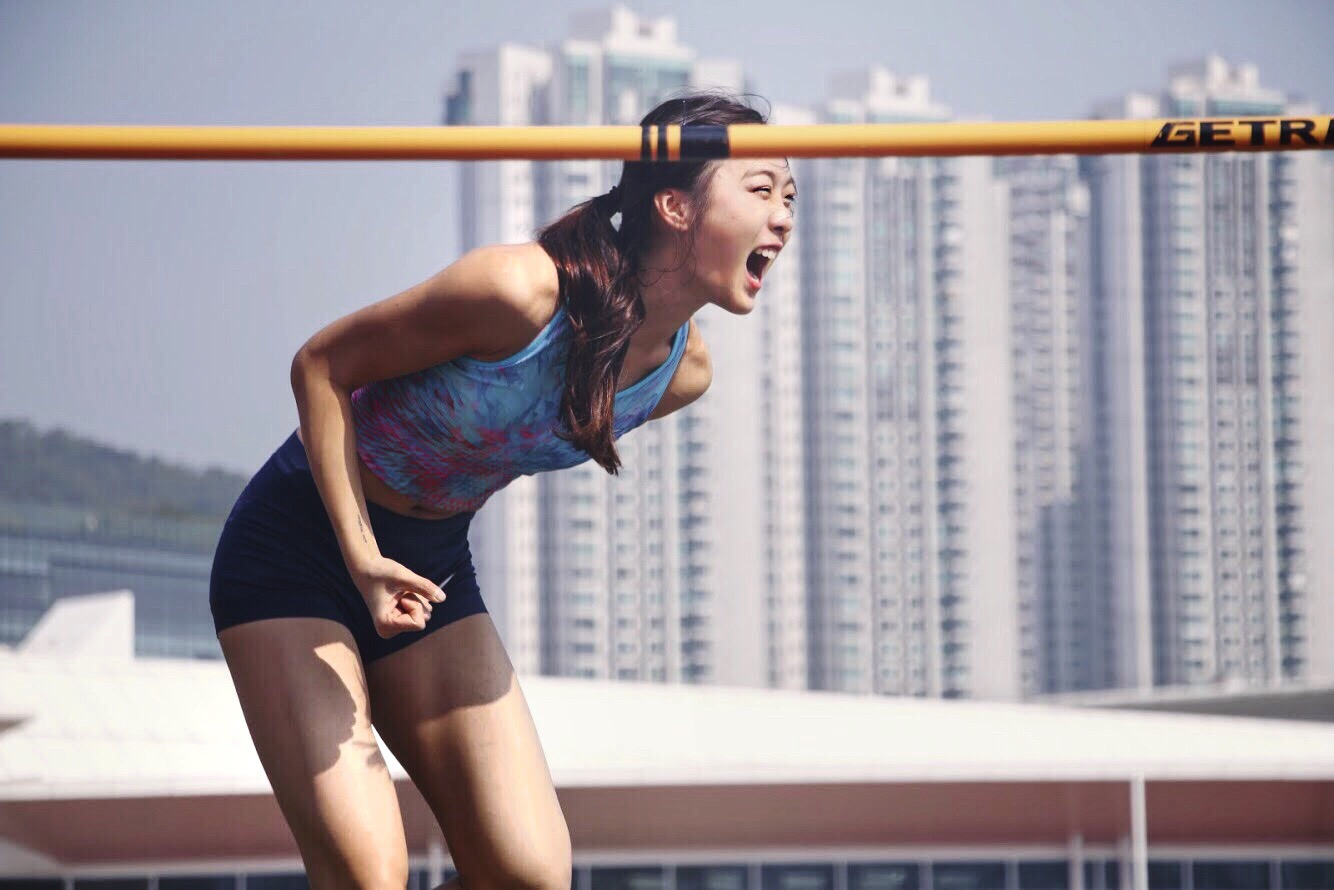
2018年

楊文蔚（英語：Cecilia Yeung Man Wai，1994年9月18日—）是香港女子跳高運動員，前香港跳高代表，2016年起成為香港跳高女子紀錄保持者，並為兼職模特兒。2024年離開香港代表隊。

## 簡歷
楊文蔚在基層家庭長大，6歲時因父母離異自小跟弟弟隨祖母於大圍居住。
楊文蔚曾就讀東華三院冼次雲小學，初中就讀於樂善堂楊葛小琳中學，並接觸排球，14歲開始參與跳高運動，其後被教練發掘，開始以專業方式練習跳高，並在學界賽中嶄露頭角；2011年轉到拔萃女書院重讀中三，2014年參加香港中學文憑試後畢業，獲香港大學市場學系取錄。
她在1米75時曾經無法突破，於是停止跳高，鍛煉體能，最後體能大大提升，接二連三打破往績。

## 運動成績
2014年11月獲得香港業餘田徑總會頒發首屆DSE獎金。
2016年3月19日，在灣仔運動場舉行的香港田徑系列賽，楊文蔚以1米81的成績，打破2011年由馮惠儀創下的1米80女子跳高香港紀錄
。
楊文蔚於2016年5月在臺北國際田徑公開賽，以1.83米打破香港紀錄，並奪得金牌。同年由兼職轉為全職運動員，成為香港首名女子全職跳高選手。
2017年4月30日，楊文蔚在台北舉行的亞洲田徑大獎賽第三站，三度打破香港紀錄，以1.88米打破個人所保持的香港紀錄及保持了28年的大會紀錄，並取得金牌。2017年8月代表香港，再到台北參加夏季世界大學生運動會。

## 模特兒
身高1.73米的楊文蔚，獲不同品牌邀請擔任兼職模特兒 。2018年與海帆娛樂簽下合約 。

## 外部連結
- 楊文蔚在的頁面
- 楊文蔚的Instagram帳戶